# Килт
Килт (Кілт; рос. Кылт, Килт) — річка в Удмуртії (Кізнерський та Вавозький райони), Росія, ліва притока Вали.
Довжина річки становить 52 км. Бере початок за 5 км на північний захід від присілку Старі Копки Кізнерського району, впадає до Вали за 2 км на захід від села Вавож. Спочатку річка тече на північний схід, а на території Вавозького району біля села Тиловил-Пельга повертає на північ, після села Воліпельга знову повертає на північний схід. Через річку збудовано багато мостів, так як її береги густо заселені.
Притоки:
- ліві — Пінжанка, Лиштанка, Тушма;
- права — без назви[1].

Над річкою розташовані населені пункти Вавозького району — Тиловил-Пельга, Іваново-Вознесенськ, Кочежгурт, Воліпельга та Котья.